# اکتشاف فرام

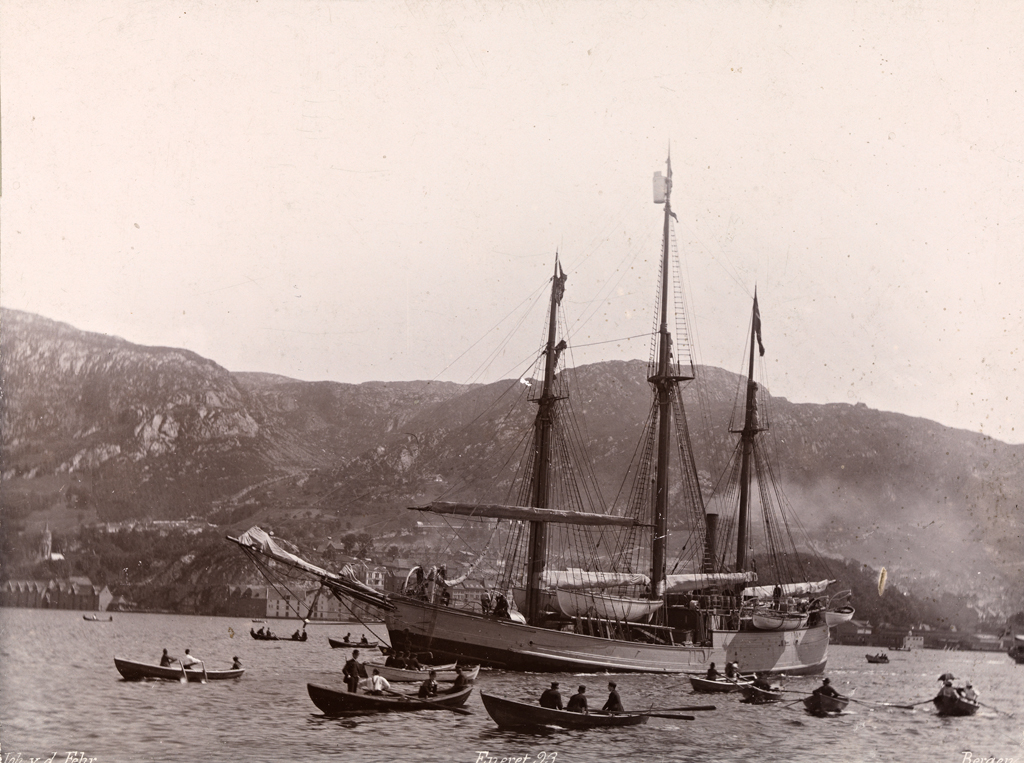
فرام در ۲ ژوئیه ۱۸۹۳ برگن را ترک می‌کند و به سمت اقیانوس منجمد شمالی حرکت می‌کند.

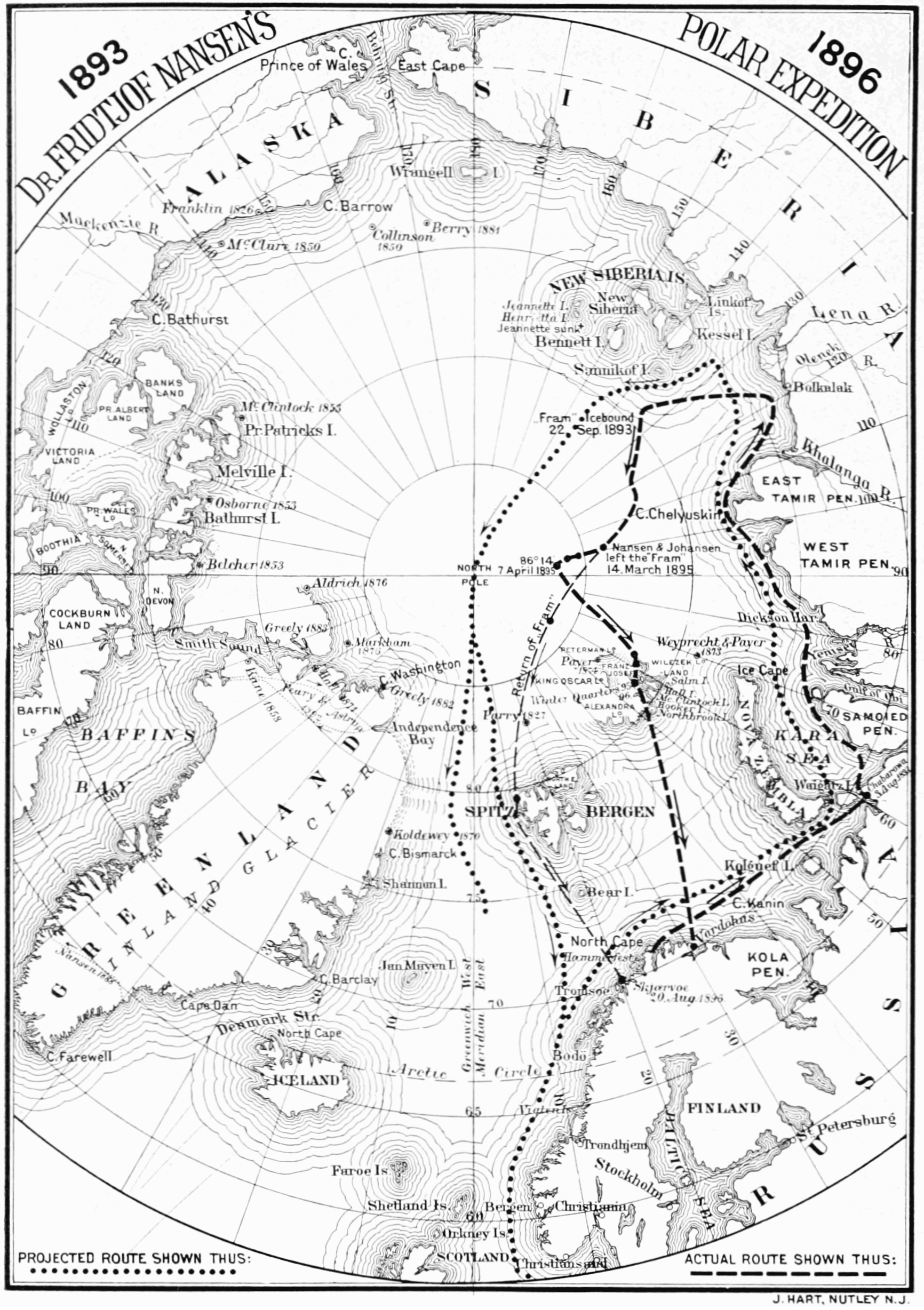
نقشه دوره نشان دهنده مناطقی است که مسیر اکتشاف از آن عبور کرده‌است.

اکتشاف فرام اکتشاف فرام نانسن در سال‌های ۱۸۹۳–۱۸۹۶ میلادی تلاشی از سوی کاوشگر نروژی فریتیوف نانسن برای رسیدن به قطب شمال جغرافیایی با استفاده از جریان طبیعی شرق به غرب اقیانوس منجمد شمالی بود. در مواجهه با دلسردی زیاد سایر کاوشگران قطبی، نانسن کشتی فرام خود را به جزایر سیبری نو در شرق اقیانوس منجمد شمالی برد، او را در یخ‌های بسته منجمد کرد و منتظر ماند تا رانش او را به سمت قطب ببرد. پس از ۱۸ ماه، نانسن و یک همراه منتخب، هیالمار یوهانسن، که نسبت به سرعت آهسته و ویژگی نامنظم دریفت بی تاب بودند، کشتی را با تیمی از سگ‌ها و سورتمه‌های ساموید ترک کردند و به سمت قطب حرکت کردند. آنها به آن نرسیدند، اما قبل از عقب‌نشینی طولانی بر فراز یخ و آب برای رسیدن به امن در سرزمین فرانتس یوزف، به رکورد دورترین شمال در عرض جغرافیایی ۸۶ درجه و ۱۳٫۶ دقیقه رسیدند. در همین حال، فرام به حرکت خود به سمت غرب ادامه داد و سرانجام در اقیانوس اطلس شمالی ظاهر شد.
ایده این سفر پس از کشف اقلامی از کشتی آمریکایی جیننت که در سال ۱۸۸۱ در سواحل شمالی سیبری غرق شده بود، سه سال بعد در سواحل جنوب غربی گرینلند کشف شد. لاشه هواپیما آشکارا در سراسر اقیانوس قطبی، شاید از طریق خود قطب حمل شده بود. بر اساس این و سایر زباله‌های بازیابی شده از سواحل گرینلند، هواشناس، هنریک مون، نظریه‌ای دربارهٔ رانش ترانقطبی ایجاد کرد که نانسن را به این باور رساند که یک کشتی با طراحی خاص می‌تواند در یخ‌های بسته منجمد شود و همان مسیری را دنبال کند که لاشه ژانت وجود دارد، یعنی رسیدن به مجاورت قطب. نانسن بر ساخت یک کشتی با بدنه گرد و سایر ویژگی‌های طراحی شده برای مقاومت در برابر فشار طولانی مدت یخ نظارت کرد. کشتی در مدت حبس طولانی او به ندرت مورد تهدید قرار گرفت و پس از سه سال آسیبی ندید. مشاهدات علمی انجام شده در این دوره کمک قابل توجهی به رشته جدید اقیانوس‌شناسی کرد که متعاقباً به کانون اصلی کار علمی نانسن تبدیل شد. رانش فرام و سفر سورتمه نانسن به‌طور قطعی ثابت کرد که توده‌های خشکی قابل توجهی بین قاره‌های اوراسیا و قطب شمال وجود ندارد و ویژگی کلی منطقه قطب شمال را به عنوان یک دریای عمیق و پوشیده از یخ تأیید کرد. اگرچه نانسن پس از این اکتشاف از اکتشاف بازنشسته شد، روش‌های سفر و بقای که او با یوهانسن توسعه داد، بر تمام اکتشافات قطبی، شمال و جنوب، که در سه دهه بعدی دنبال شد، تأثیر گذاشت.